# NGC 4912
NGC 4912 est une entrée du New General Catalogue qui concerne un corps céleste perdu ou inexistant dans la constellation des Chiens de chasse. Cet objet a été enregistré par l'astronome irlandais Lawrence Parsons le 24 avril 1865.